# Сполдинг (Небраска)
Сполдинг (енгл. Spalding) град је у америчкој савезној држави Небраска.

## Демографија
По попису из 2010. године број становника је 487, што је 50 (-9,3%) становника мање него 2000. године.
| Група             | 2000.       | 2010.       |
| Белци             | 531 (98,9%) | 467 (95,9%) |
| Афроамериканци    | 1 (0,2%)    | 3 (0,6%)    |
| Азијати           | 0 (0,0%)    | 0 (0,0%)    |
| Хиспаноамериканци | 4 (0,7%)    | 13 (2,7%)   |
| Укупно            | 537         | 487         |